# San Rafael de Orituco
San Rafael De Orituco es una parroquia del estado Guárico, en el Municipio José Tadeo Monagas, con la capital en Altagracia de Orituco, en los Llanos Orientales (Venezuela). Fundada en 1670, tiene una población de 15.780 habitantes. 
la población se le considera satélite por su cercanía a la Ciudad de Altagracia de Orituco, la separación entre ambas ciudades es de 6 kilómetros. 
San Rafael De Orituco es una de las poblaciones más importantes del Municipio José Tadeo Monagas

## Transporte urbano
El sistema de transporte público en la ciudad de Altagracia de Orituco es compartido con su poblaciones satélites; suele ser deficiente en cuanto a calidad del servicio. San Rafael cuenta con un sistema de transporte el cual tiene el mismo nombre de la localidad que da un ruta a través de ella y la ciudad capital del municipio.

## Centros Educativos
En la población hay varios centros educativos los cuales todos son de educación pública.
- Grupo escolar Luisa Rojas de González
- Concentración escolar GC-8 Tuira Piloncito
- Unidad Educativa Bolivariana Ezequiel Zamora

## Servicios básicos
La población cuenta con una buena infraestructura de servicios a todos los niveles, como son: acueductos, electricidad, red de gas, teléfono, correo, telégrafo, educación básica, educación media y universitaria, aseo urbano, sistema de sanidad, transporte, especialmente en lo que se refiere a la zona urbana de Altagracia de Orituco, capital del municipio.